# Narratori delle riserve
Narratori delle riserve è un'antologia di prose contemporanee raccolte da Gianni Celati prima sul giornale romano "il manifesto" e poi come libro presso Feltrinelli. 

## Contenuto
Dopo una nota d'avvio in cui Celati dice che "ogni autore va per la sua strada" e si tratta di "un album di casi particolari" (p. 9), ogni autore è presentato con una paginetta di notizie e qualche racconto.
Fanno parte del libro racconti di Franco Arminio, Marco Belpoliti, Daniele Benati, Ginevra Bompiani, Rocco Brindisi, Rossana Campo, Patrizia Cavalli, Ermanno Cavazzoni, Alice Ceresa, Mara Cini, Enzo Fabbrucci (in versi), Elvio Fachinelli, Lino Gabellone, Daniele Gorret, Patrizia Guarnieri, Gabriele Latemar, Valerio Magrelli, Giorgio Messori, Luigi Monteleone, Nico Orengo, Roberto Papetti, Nino Pedretti, Sandra Petrignani, Claudio Piersanti, Massimo Riva, Maurizio Salabelle, Mauro Sargiani, Giuliano Scabia, Marianne Schneider, Beppe Sebaste, Lisabetta Serra e Gaetano Testa.

## Edizione
- Narratori delle riserve, a cura di Gianni Celati, Milano: Feltrinelli ("I narratori"), 1992 ISBN 8807014394